# جواكيم رودريغز
جواكيم رودريغز (مواليد 13 مارس 1935) هو مبارز بالسيف برتغالي، مثّل بلاده في الألعاب الأولمبية الصيفية 1960.

## روابط رياضية
جواكيم رودريغز على موقع أوليمبيديا (الإنجليزية)